# Bois-d'Haine
Bois-d'Haine (în valonă Bos d'In.ne) este un sat belgian din comuna Manage, situat în provincia Hainaut, în Regiunea Valonă. A fost o comună de sine stătătoare până la fuziunea comunelor din 1977.

## Etimologie
Bois-d'Haine (în latină Bosca Hanica) își datorează denumirea pădurilor care se întindeau odinioară de-a lungul râului Haine (precum și satele Haine-Saint-Pierre⁠(d), Haine-Saint-Paul⁠(d), Ville-sur-Haine etc.). După ce aceste localități s-au individualizat, porțiunea rămasă a păstrat denumirea pădurii.
Mai mulți istorici explică originea numelui Bois-d'Haine prin poziția sa geografică: „pădurea de lângă Haine”. Totuși, există și o altă ipoteză: Bois-d'Haine ar însemna „pădurea (localității) Haine (Saint-Paul)”. Într-adevăr, Bois-d'Haine a aparținut inițial de parohia „Haina”, care în anul 1163, odată cu apariția a două oratorii, s-a împărțit în Haine-Saint-Pierre și Haine-Saint-Paul.

## Demografie
- INS - 1831 până în 1970 = recensăminte, 1976 = numărul de locuitori la 31 decembrie.

## Cultură și patrimoniu

### Patrimoniu arhitectural
- Biserica Sfântul Ioan Botezătorul: construită în anul 1875 în stil neogotic de către arhitectul Tirou[2].
- Presbiteriul, situat pe strada Bisericii: construit în al treilea sfert al secolului al XVIII-lea[2].